# デシデリウス・セティ
デシデリウス・セティ（Desiderius Sethie、1992年12月9日 - ）は、ナミビアのラグビーユニオン選手。

## プロフィール
- ナミビア・ウォルビスベイ出身[1]。
- ポジションはプロップ(PR)。
- 身長 178cm、体重 115kg
- ナミビア代表キャップは22（2025年2月現在）でラグビーワールドカップ2019・ラグビーワールドカップ2023のナミビア代表に選ばれた[2][3]。

## 略歴
2017年、ウェルウィッチアスに加入。